# Leão do Pireu

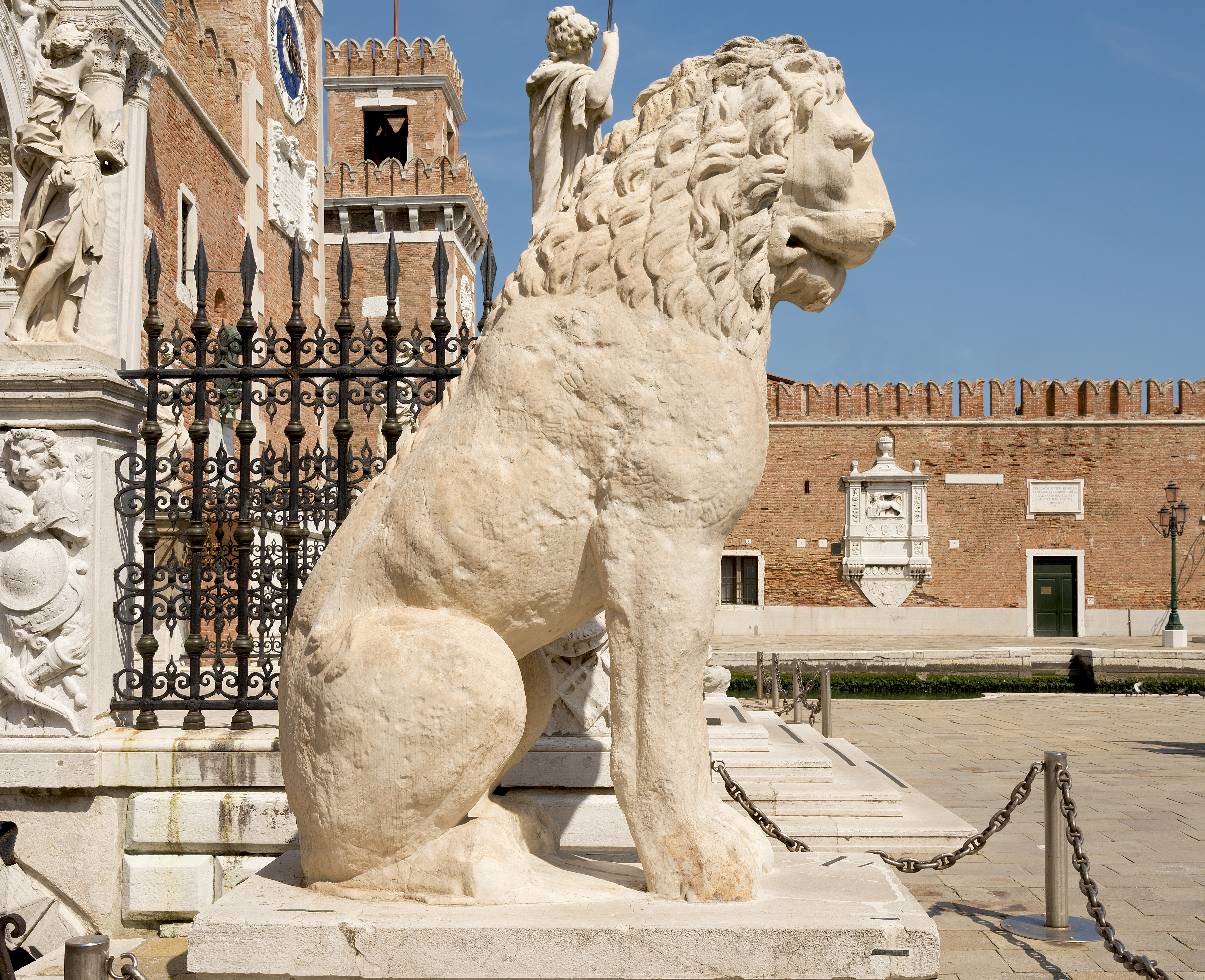
O Leão do Pireu em Veneza.

O Leão do Pireu (em grego:  Ο Λέων του Πειραιώς, em italiano:  Leone del Pireo) é uma escultura de mármore branco representando um leão e que se encontra no Arsenal de Veneza.
A escultura ornamentou o Pireu, porto de Atenas, durante mais de 1500 anos, mas foi trazida da Grécia em 1687 pelo veneziano Francesco Morosini durante a Grande Guerra Turca.. A estátua ornamenta hoje, em conjunto com outras esculturas de leões, a Porta Terrestre do Arsenal de Veneza, sendo um símbolo do padroeiro de Veneza, São Marcos.
A estátua é notável por ter inscrições rúnicas deixadas pelos víquingues, provavelmente mercenários ao serviço do Império Bizantino, durante a segunda metade do século XI.